# Mike Lynch (homme d'affaires)
Pour les articles homonymes, voir Lynch et Mike Lynch.
Michael Richard Lynch, dit Mike Lynch, né à Londres le 16 juin 1965 et mort en mer le 19 août 2024 au large de Santa Flavia, en Sicile (Italie), est un entrepreneur technologique britannique, cofondateur de la société Autonomy et fondateur d'Invoke Capital. Il cofonde ensuite la société de cybersécurité Darktrace. Il exerce diverses autres fonctions, notamment en tant que conseiller.

## Biographie
Après avoir obtenu un diplôme de premier cycle, un doctorat et des recherches post-doctorales à l'université de Cambridge, Lynch applique ses recherches sur l'apprentissage automatique pour créer des entreprises de logiciels et devenir une figure majeure de la Silicon Fen. La presse le décrit comme l'équivalent britannique de l'homme d'affaires américain Bill Gates, avec une fortune personnelle estimée à 852 millions de livres sterling en 2023.
La vente d'Autonomy à Hewlett-Packard en 2011 donne lieu à des accusations de fraude, à un procès civil au Royaume-Uni et à l'extradition de Lynch vers les États-Unis ; jugé en 2024, il est déclaré non coupable de tous les chefs d'accusation.
Dans la nuit du 18 au 19 août 2024, Lynch meurt après que le yacht de sa famille, le Bayesian, un voilier de 56 mètres de long, a chaviré et coulé au large de Santa Flavia en Sicile, au passage d'une trombe marine.

### Formation
Né le 16 juin 1965 à Ilford, dans le borough londonien de Redbridge, Mike Lynch a grandi près de Chelmsford, dans l'Essex. Sa mère était une infirmière du comté de Tipperary et son père un pompier du comté de Cork, en Irlande.
À 11 ans, il obtient une bourse d'études à l'école de Bancroft à Woodford Green. Il sera lui-même plus tard le principal mécène de la Fondation Bancroft, créée pour financer des bourses d'études permettant à des élèves brillants d'intégrer une école sélective, indépendamment des revenus familiaux. Il entre ensuite au Christ's College à Cambridge, pour y étudier les sciences naturelles. Après avoir obtenu son diplôme, il prépare un doctorat sur les réseaux de neurones artificiels, sous la direction de Peter Rayner, directeur des études d'ingénierie au Christ's College, et soutient une thèse intitulée Techniques adaptatives dans le traitement du signal et les modèles connexionnistes,,,,. Il entreprend ensuite des recherches sur la reconnaissance adaptative des formes.

### Carrière
Lynch créa sa première entreprise à la fin des années 1980, tandis qu'il préparait son doctorat. Lynett Systems Ltd est financée par un prêt de 2 000 livres sterling et réalise des plans et des produits audionumériques, notamment des synthétiseurs et un échantillonneur pour l'Atari ST,. En 1991, il fonde Cambridge Neurodynamics, spécialisée dans le domaine de la reconnaissance informatique des empreintes digitales, qui sera ensuite divisée en quatre entreprises : Neurascript, axée sur les technologies de reconnaissance optique de caractères, rachetée par la société allemande Dicom en 2004 ; NCorp, une entreprise de structuration de données ; et Autonomy, fondée en 1996 avec David Tabizel et avec Richard Gaunt, qui effectue des recherches dans des sources d'informations non structurées[pas clair], notamment des appels téléphoniques, des courriers électroniques et des vidéos,.
La presse le décrit comme l'équivalent britannique de l'homme d'affaires américain Bill Gates,. Sous sa direction, Autonomy devient l'une des cent premières sociétés publiques[Quoi ?] du Royaume-Uni et l'une des principales entreprises de la Silicon Fen,. En octobre 2011, elle est vendue à Hewlett-Packard pour plus de 11 milliards de dollars (8,6 milliards de livres sterling). Lynch retira de cette vente un bénéfice estimé à 800 millions de dollars.
Après la vente, Lynch fonde une société de capital-risque, Invoke Capital. L'une des premières entreprises soutenues par Invoke Capital est la société de cybersécurité Darktrace. Invoke Capital est alors le principal actionnaire de Darktrace, Lynch et sa femme Angela Bacares, détenant près de 236 millions d'euros des titres de la société, les deuxièmes principaux actionnaires,. Une grande partie du personnel de Darktrace, y compris son PDG, quitta Autonomy et Lynch, membre du conseil d'administration jusqu'en 2018, continua à être membre du conseil consultatif jusqu'en 2021 et membre du conseil scientifique et technologique jusqu'en février 2023. Darktrace rencontra un certain scepticisme quant à la valeur réelle de sa technologie, que les analystes qualifiaient d'« huile de serpent »,.
Parmi les autres entreprises technologiques soutenues par Invoke Capital : Featurespace, spécialisée dans les logiciels de détection et de prévention de la fraude et de la criminalité financière ; Luminance, entreprise de technologie juridique créée en collaboration avec Slaughter and May; Sophia Genetics, une entreprise suisse spécialisée dans les données médicales.
En tant qu'entrepreneur technologique de premier plan, Lynch a occupé un certain nombre de postes au sein de conseils d'administration et de comités. Accusé de fraude aux États-Unis, il démissionna du Conseil pour la Science et la Technologie (en) britannique et des comités de la Royal Society. Il avait auparavant siégé au conseil d'administration de Cambridge Enterprise, des Jardins botaniques royaux de Kew, de la BBC, de la  Bibliothèque nationale, de Nesta (en) et de l'Institut Francis Crick.

### Affaires civiles et pénales
En novembre 2012, Hewlett-Packard (HP) annonce une dépréciation d'actifs de 8,8 milliards de dollars (5,5 milliards de livres sterling) à la suite de l'achat d'Autonomy en raison de « graves irrégularités comptables, de manquements à l'obligation de divulgation et de fausses déclarations » qui ont eu lieu avant l'acquisition et qui auraient artificiellement gonflé la valeur d'Autonomy. Lynch nie ces allégations. Elles font l'objet d'une enquête par le Serious Fraud Office, qui annonce en janvier 2015 la fin de son enquête en raison de la nature des allégations et du manque de preuve et le transfert de l'enquête à la juridiction américaine. En novembre 2018, Lynch est inculpé de fraude aux États-Unis, avec Stephen Chamberlain, ancien vice-président des finances d'Autonomy. Plus tôt en 2018, son ancien directeur financier, Sushovan Hussain, avait été reconnu coupable de fraude aux États-Unis et condamné à une peine de cinq ans de prison,.
En mars 2019, HP intente une action civile pour fraude. L'affaire est portée devant la Haute Cour de justice. Sushovan Hussain et Mike Lynch, sont accusés d'avoir « artificiellement gonflé les revenus déclarés d'Autonomy, la croissance des revenus et les marges brutes ». Le juge Hildyard rend ses conclusions en janvier 2022, après 93 jours d'audiences. HP obtient gain de cause pour l'essentiel, les dommages et intérêts devant être décidés ultérieurement et considérablement inférieurs aux 5 milliards de dollars réclamés par HP,,.
Alors que le procès civil se déroule à Londres, les autorités américaines demandent l'extradition de Lynch aux États-Unis pour qu'il réponde aux accusations de conspiration et de fraude. Lynch rejette les allégations par l'intermédiaire de ses avocats, mais se livre quand même à l'arrestation en février 2020, au titre de la procédure ; une « formalité » selon eux. Il est libéré contre une caution de 10 millions de livres sterling par le tribunal de Westminster. L'affaire suscite un débat sur le fonctionnement du traité d'extradition anglo-américain de 2003. Cinq anciens ministres signent une lettre au Times pour s'opposer à l'extradition, et le député David Davis déclare au parlement qu'il s'agit d'une tentative des autorités américaines d' « exercer une juridiction extraterritoriale »,.
En juillet 2021, un procureur prononce l'extradition vers les États-Unis devant la Court des magistrats de Westminster. Lynch demande un contrôle judiciaire ; la demande est rejetée par le juge de la Haute Cour, M. Justice Swift, en janvier 2022 et la Ministre de l'Intérieur Priti Patel approuve l'extradition,. Pendant la procédure, Lynch est représenté par C.R. Alex Bailin(en) qui soutient qu'il devrait être jugé au Royaume-Uni. Après l'échec d'un autre appel, Lynch est transporté par avion aux États-Unis en mai 2023 et assigné à résidence à San Francisco dans l'attente de son procès.
Lynch et Chamberlain sont jugés à San Francisco le 18 mars 2024. Lynch est inculpé avec 16 chefs d'accusation de fraude électronique, de fraude en valeurs mobilières et de complot. Chamberlain est inculpé avec 15 chefs d'accusation de fraude électronique et de complot. Les deux plaident non coupable. Le procès dure onze semaines et se conclut par la délibération du jury de la court fédérale le 4 juin qui rend son verdict le 6 juin, les déclarant non coupables pour tous les chefs d'accusation et mettant fin à treize ans de procédures,.
Chamberlain meurt après avoir été renversé par une voiture alors qu'il courait à Stretham, dans le Cambridgeshire, le 17 août 2024.
Après le décès de Mike Lynch, HP décide de poursuivre les ayant-droits pour le volet civil de l'affaire.

### Mort
Mike Lynch meurt dans le naufrage de son superyacht, le Bayesian, au large de la Sicile, le 19 août 2024. Avec 21 autres personnes à bord, il fêtait son acquittement dans le procès de San Francisco. Selon des témoins, le yacht, ancré au large de Porticello, Santa Flavia, est frappé par une trombe d'eau au cours d'une puissante tempête aux premières heures du matin. L'épouse de Lynch, Angela Bacares, fait partie des 15 personnes secourues. Du 22 au 23 août, les corps de Lynch et de six autres personnes sont repêchés et identifiés par les garde-côtes. Sa fille adolescente Hannah est retrouvée noyée le 23 août.

### Vie privée

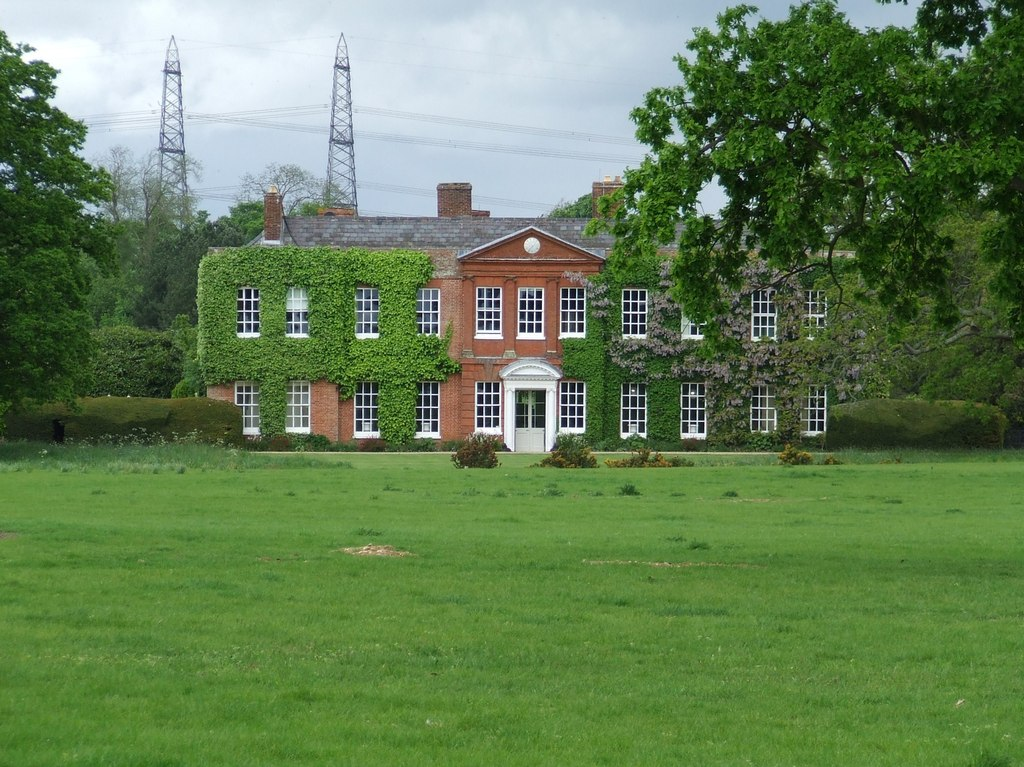
Loudham Hall.

Lynch était marié à Angela Bacares, avec laquelle il eut deux filles. En 2023, la liste des riches du Sunday Times (en) estimait la valeur nette du couple à 852 millions de livres sterling (1 milliard d'euros). Entré dans le Who's Who, ses loisirs était le saxophone jazz et la préservation d'espèces rares. Il gardait un troupeau de bétail Red Poll sur son domaine de Loudham Hall à Pettistree, dans l'East Suffolk.

## Distinctions
- Officier de l'Ordre de l'Empire britannique (2006)